# Давід Курміновський
Давід Курміно́вський (пол. Dawid Kurminowski; 24 лютого 1999, Сьрем) — польський футболіст, нападник клубу «Орхус».

## Клубна кар'єра
Давід вихованець юнацьких футбольних клубів «Котвіца» (Курник), «Варта» (Познань) та «Лех» (Познань). У травні 2015 року дебютував у складі другої команди «Леха». У червні 2017 року Давіда перевели до першої команди та уклали з ним контракт.
У січні 2018 року на правах оренди перейшов до словацького клубу «Земплін» (Михайлівці).
У лютому 2019 року також на правах оренди Курміновський перейшов до іншої словацької команди «Жиліна» з правом подальшого викупу його контракту. У грудні того ж року підписав повноцінний контракт з клубом. За підсумками сезону 2020–21 став найкращим бомбардиром ліги.
У липні 2021 року підписав п'ятирічний контракт з данським клубом «Орхус». 19 липня 2021 року дебютував у матчі проти «Брондбю», а 1 серпня забив свій перший гол у ворота клубу «Раннерс».

## Виступи за збірні
З 2014 по 2019 роки Давід захищав кольори юнацьких збірних Польщі різних вікових груп. У 2020 році провів дві гри у складі молодіжної збірної Польщі.

## Титули і досягнення
- Найкращі бомбардири чемпіонату Словаччини (1):

2020—2021 (19 м'ячів)

## Інше
Курміновський вільно володіє польською та словацькою мовами.